# Lake Champlain (Schiff, 1945)
Die USS Lake Champlain (CV/CVA/CVS-39) war ein zur Essex-Klasse gehörender Flugzeugträger der United States Navy, der im Juni 1945 in Dienst gestellt wurde. Das Schiff war nicht an aktiven Kampfeinsätzen während des Zweiten Weltkriegs beteiligt, wurde jedoch Teil der Operation Magic Carpet zur Rückführung amerikanischer Soldaten. Von 1947 bis 1952 lag die Lake Champlain in der Reserveflotte, ehe sie modernisiert und als Angriffsträger neu in Dienst gestellt wurde. Das Schiff diente im Koreakrieg und war in den 1960er Jahren als Bergungsschiff an mehreren Raumfahrtmissionen beteiligt. 1966 wurde die Lake Champlain ausgemustert und 1972 abgewrackt.

## Geschichte
Die Lake Champlain wurde am 15. März 1943 in der Werft der Norfolk Naval Shipyard auf Kiel gelegt und lief am 2. November 1944 vom Stapel. Die Indienststellung erfolgte am 3. Juni 1945 unter dem Kommando von Captain Logan Ramsey. Das Schiff erhielt seinen Namen von der Schlacht bei Plattsburgh, die auch als Schlacht auf dem Lake Champlain bekannt ist.
Nach Testfahrten nahm die Lake Champlain im Oktober 1945 an der Operation Magic Carpet zur Rückführung US-amerikanischer Truppen nach Ende des Zweiten Weltkriegs teil. Am 26. November 1945 stellte das Schiff einen Rekord auf, als es den Atlantik von Gibraltar nach Norfolk mit einer durchschnittlichen Geschwindigkeit von 32,048 Knoten in nur 4 Tagen, 8 Stunden und 51 Minuten bewältigte. Dieser Rekord bestand knappe 7 Jahre, ehe er im Sommer 1952 von dem Passagierschiff United States eingestellt wurde.
Am 17. Februar 1947 wurde die Lake Champlain in Norfolk ausgemustert und der Reserveflotte zugeteilt. Im August 1950 begannen in der Werft von Newport News Shipbuilding Modernisierungsarbeiten am Schiff, das nach 7 Jahren Inaktivität am 19. September 1952 wieder in Dienst gestellt wurde. Als Angriffsträger nahm die Lake Champlain an Einsätzen während des Koreakriegs teil.
In den folgenden Jahren war das Schiff Teil mehrerer Übungsmanöver der NATO im Mittelmeer. Im Juli 1957 wurde die Lake Champlain erneut umklassifiziert und war fortan als Träger zur U-Boot-Abwehr im Einsatz.

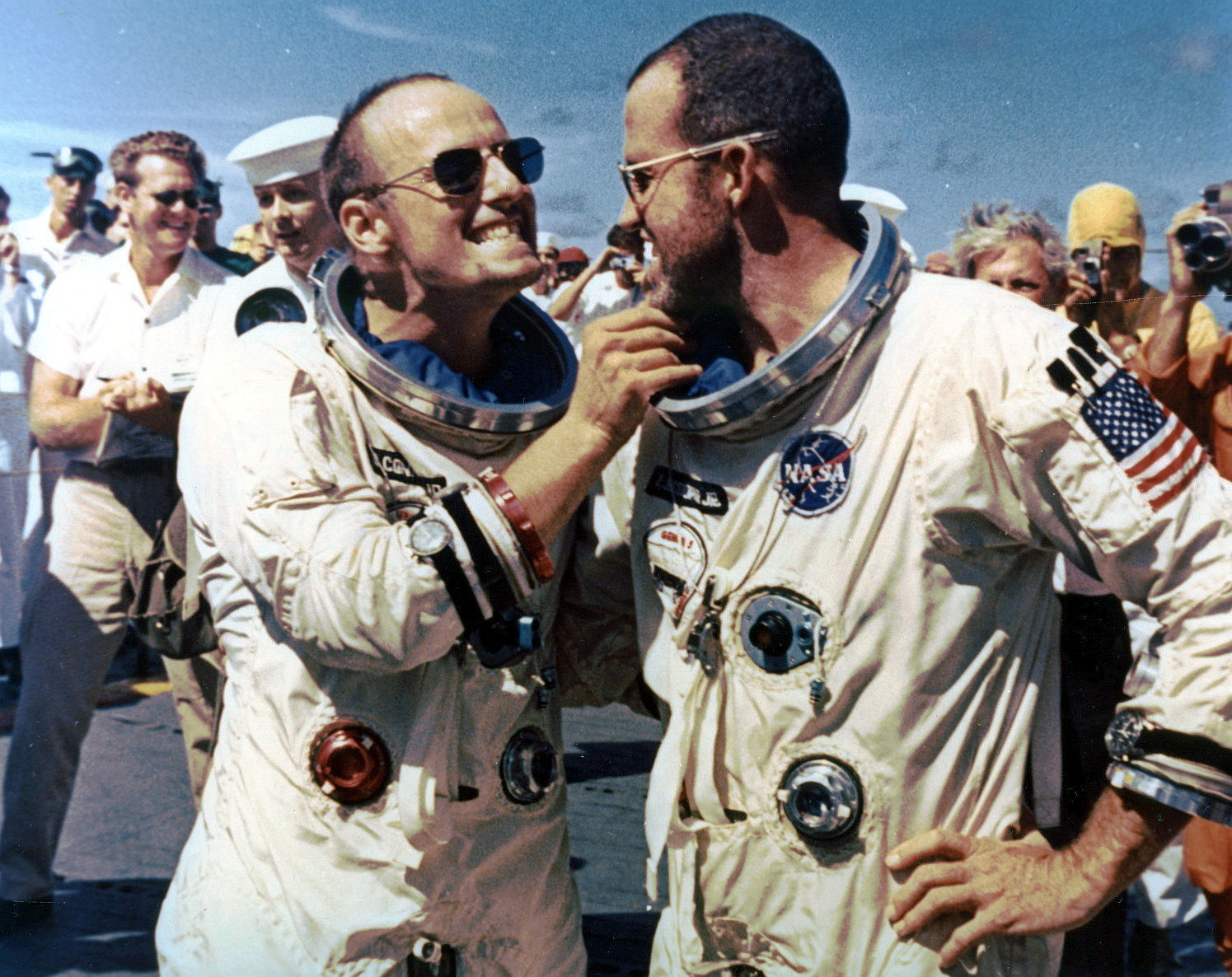
Nach der Landung von Gemini 5 durch Wasserung am 29. August 1965 stehen Pete Conrad (li.) und Gordon Cooper scherzend an Deck des Flugzeugträgers.

Während der großen Flut von Valencia 1957 befand sich die Lake Champlain für ein Übungsmanöver vor der Küste Mallorcas. Der amerikanische Botschafter in Spanien John Davis Lodge bat die Besatzung des Schiffes um Unterstützung während der Rettungseinsätze. Mehrere Bordhubschrauber vom Typ Sikorsky S-55 wurden daraufhin zu diesem Zweck zur Verfügung gestellt.
In den folgenden Jahren war die Lake Champlain für weitere Übungseinsätze weltweit in Fahrt. In den 1960er Jahren nahm das Schiff an der Bergung mehrerer Raumkapseln teil: 1961 Mercury-Redstone 3, 1965 Gemini 2 und im selben Jahr Gemini 5. Während der Kubakrise lag die Lake Champlain zur Bereitschaft vor der Küste Kubas.
Am 2. Mai 1966 wurde das Schiff nach knapp 21 Dienstjahren ausgemustert und erneut in die Reserveflotte überführt. Nach der Streichung aus dem Naval Vessel Register am 1. Dezember 1969 wurde die Lake Champlain am 28. April 1972 zum Abbruch verkauft. Etwa 600 Tonnen gepanzerter Stahl des Schiffes wurde im Fermi National Accelerator Laboratory verbaut.